# Saint-Jean-aux-Amognes
 Saint-Jean-aux-Amognes  es una población y comuna francesa, situada en la región de Borgoña, departamento de Nièvre, en el distrito de Nevers y cantón de Saint-Benin-d'Azy.

## Demografía
| 373 | 344 | 300 | 340 | 452 | 466 |
| Para los censos de 1962 a 1999 la población legal corresponde a la población sin duplicidades (Fuente: INSEE [Consultar]) |     |     |     |     |     |